# Velipuolikuu
Velipuolikuu (en finès germà mitja lluna) és un programa d'entreteniment finlandès a base d'esquetxos produït per la cadena Yleisradio el 1983. Hi ha catorze episodis regulars i un episodi especial, Raw War, que va participar al festival de Montreux (Suïssa) de 1984, on va guanyar una rosa de plata.
Va ser publicada en DVD i abans en VHS endues parts: la primera anomenada Hömppä on hömppää (L'estúpid és estúpid) que contenia els episodis 1-8 i la segona anomenada Oletteko nähneet tätä? (Has vist això?) amb els episodis 9-14 i l'especial Raw War.
Després del programa, una sèrie de guionistes van realitzar la sèrie d'esquetxos Mutapainin ystävät (Els amics de Mutpaine), que es va emetre de 1984 a 1985.

## Elaboració de la sèrie
L'estiu de 1982, el director d'Yle TV1 Kari Kyrönseppä mirava l'obra Impi vaarassa al Ryhmäteatteri de Suomenlinna, però no li va agradar gaire. No obstant això, va parar l'atenció sobre Pirkka-Pekka Petelius, que tenia un paper menor però donava força a la trama.
Kyrönseppä va imaginar-se una nova sèrie d'entreteniment per a Yle TV1 i va demanar Petelius si en volia ser el protagonista. Petelius recorda que «va ser una oferta força alarmant». Ambdós es van trobar i intentar reunir idees. Finalment, van optar per una sèrie d'esquetxos. Després de les negociacions, es va crear un programa de rellotge precís per a la rellotgeria, amb un arc que va conduir als rius nervis. Petelius descriu que hi havia seccions separades per al programa, que eren dramatúrgia d'emocions, diversió sense fi, diversió verbal i paròdia. A més de Petelius, Kyrönseppä vareclutar Heimo Holopainen i Kari Heiskasen.
Segons Kyrönsepp un dels cibles de la sèrie eren els adolescents. Segons ell, «si dilluns parlen emocionats de la sèrie, aleshores anem en la bona direcció ».

## Repartiment
- Pirkka-Pekka Petelius
- Kari Heiskanen
- Esko Hukkanen
- Eeva Litmanen
- Pirjo Bergström (episodis 1–4)
- Seija Kareinen (episodis 5–15)
- Robin Relander
- Niko Saarela